# ناثان ولف
ناثان ولف (بالإنجليزية: Nathan Wolfe)‏ هو عالم وبائيات ‏ أمريكي، ولد في 24 أغسطس 1970 في ديترويت في الولايات المتحدة.

## وصلات خارجية
- ناثان ولف على موقع الموسوعة البريطانية (الإنجليزية)